# 더레이
더레이(1985년 4월 22일 ~ )은 대한민국의 가수이다.